# Mulroy Bay SAC
Mulroy Bay SAC este o arie protejată (arie specială de conservare — SAC, sit de importanță comunitară — SCI) din Irlanda întinsă pe o suprafață de 3.495,13 ha, integral pe uscat.

## Localizare
Centrul sitului Mulroy Bay SAC este situat la coordonatele 55°10′44″N 7°43′43″W / 55.1789°N 7.7286°V.

## Înființare
Situl Mulroy Bay SAC a fost declarat sit de importanță comunitară în august 2001 pentru a proteja 8 specii de animale. Situl a fost protejat și ca arie specială de conservare în noiembrie 2019.

## Biodiversitate
Situată în ecoregiunea atlantică, aria protejată conține 3 habitate naturale: Terase mlăștinoase și terase nisipoase neacoperite de apă la reflux, Golfuri mici largi și golfuri puțin adânci, Recifuri.
La baza desemnării sitului se află mai multe specii protejate:
- păsări (7): rață pitică (Anas crecca), rață fluierătoare (Anas penelope), Branta bernicla, fugaci de țărm (Calidris alpina), scoicar (Haematopus ostralegus), ferestrașul mare (Mergus merganser), călifar alb (Tadorna tadorna)
- mamifere (1): vidră de râu (Lutra lutra)

Pe lângă speciile protejate, pe teritoriul sitului au mai fost identificate 5 specii de plante, 1 specie de păsări, 10 specii de nevertebrate, 1 specie de pești.